# The College of Saint Scholastica
The College of Saint Scholastica (CSS) è un'università privata di indirizzo cattolico con sede a Duluth, nello stato americano del Minnesota.
Il college fu fondato nel 1912 dalle suore benedettine del Saint Scholastica Monastery di Duluth. Sorta come istituzione esclusivamente femminile, iniziò ad ammettere studenti di sesso maschile nel 1969.